# Саска Романа
Саска Романа (рум. Sasca Română) је насеље у општини Саска Монтана у жупанији Караш-Северин у Румунији. Према попису из 2021. у насељу је било 265 становника.

## Географија
Саска Романа се налази на западу Румуније, у југозападном делу жупаније Караш-Северин. Смештена је на левој обали Нере након њеног изласка из клисурасте долине. Налази се на надморској висини од 165  на северним падинама планине Локва. Од Саске Монтане, која је седиште општине, удаљена је један километар.
Саска Романа има велики туристички значај због близине националном парку Клисура Нере — Беушница. Једна је од важнијих приступних тачака ка клисури Нере и водопадима Беушнице. Такође из Саске Романе се може доћи и до клисуре реке Шушаре. У селу се налази туристичко-информативни и еколошко-едукативни центар.

## Историја
Саску Роману су основали Румуни који су дошли из Олтеније у првим миграционим талацима, крајем 17. и почетком 18. века. То је прво насеље у Банату основано од стране Олтенаца који су овде називани Буфенима.  Село се први пут помиње у белешкама Л. Ф. Марсиљија из 1690. године у коме наводи да припада Паланачком дистрикту. У попису Ф. Мерсија из 1717. године, село се наведено под именом Ianska и има 28 кућа.
Аустријски царски ревизор Ерлер је 1774. године констатовао да се место "Саска" налази у Илиндијском округу, Новопаланачког дистрикта. Ту се налазе римокатоличка црква, рудник бакра а становништво је било претежно влашко.
Школа у селу датира из 1776. године и тада је имала 187 ученика. Први учитељ био је Бетишан Јон, а 1781. учитељ је био Траила Михаиловичи. Црква посвећена Рођењу Пресвете Богородице је подигнута 1771. године на месту старије дрвене цркве.
До пре неколико деценија, село је било значајан центар банатског грнчарства, поред Биниша и Карансебеша. Производио се широк асортиман посуђа, као и дечјих играчака и украсних предмета. Године 1930. у селу је било 14 грнчара. Након Другог светског рата, грнчарство је постепено губило на значају, да би касније нестало почетком 1970-их.

## Становништво
| 1992. | 2002. | 2011. | 2021. |
| ----- | ----- | ----- | ----- |
| 551   | 451   | 358   | 265   |

Према попису из 2021. у Саски Романи је живело 265 становника што је за 93 мање (-25,98%) у односу на попис из 2011. када је било 358 становника.
Према попису из 2011. већину станоништва чинили су Румуни.
| Етнички састав према попису из 2011.‍ | Етнички састав према попису из 2011.‍ | Етнички састав према попису из 2011.‍ | Етнички састав према попису из 2011.‍ | Етнички састав према попису из 2011.‍ |
| ------------------------------------ | ------------------------------------ | ------------------------------------ | ------------------------------------ | ------------------------------------ |
|                                      |                                      |                                      |                                      |                                      |
| Румуни                               | Румуни                               |                                      | 345                                  | 96,37%                               |
| Остали                               | Остали                               |                                      | 2                                    | 0,56%                                |
| Непознато                            | Непознато                            |                                      | 11                                   | 3,07%                                |

## Историјски споменици
У насељу се налази црква посвећена Рођењу Богородице која је заштићена као историјски споменик. Подигнута је 1771. године.